# Valeureux Liégeois

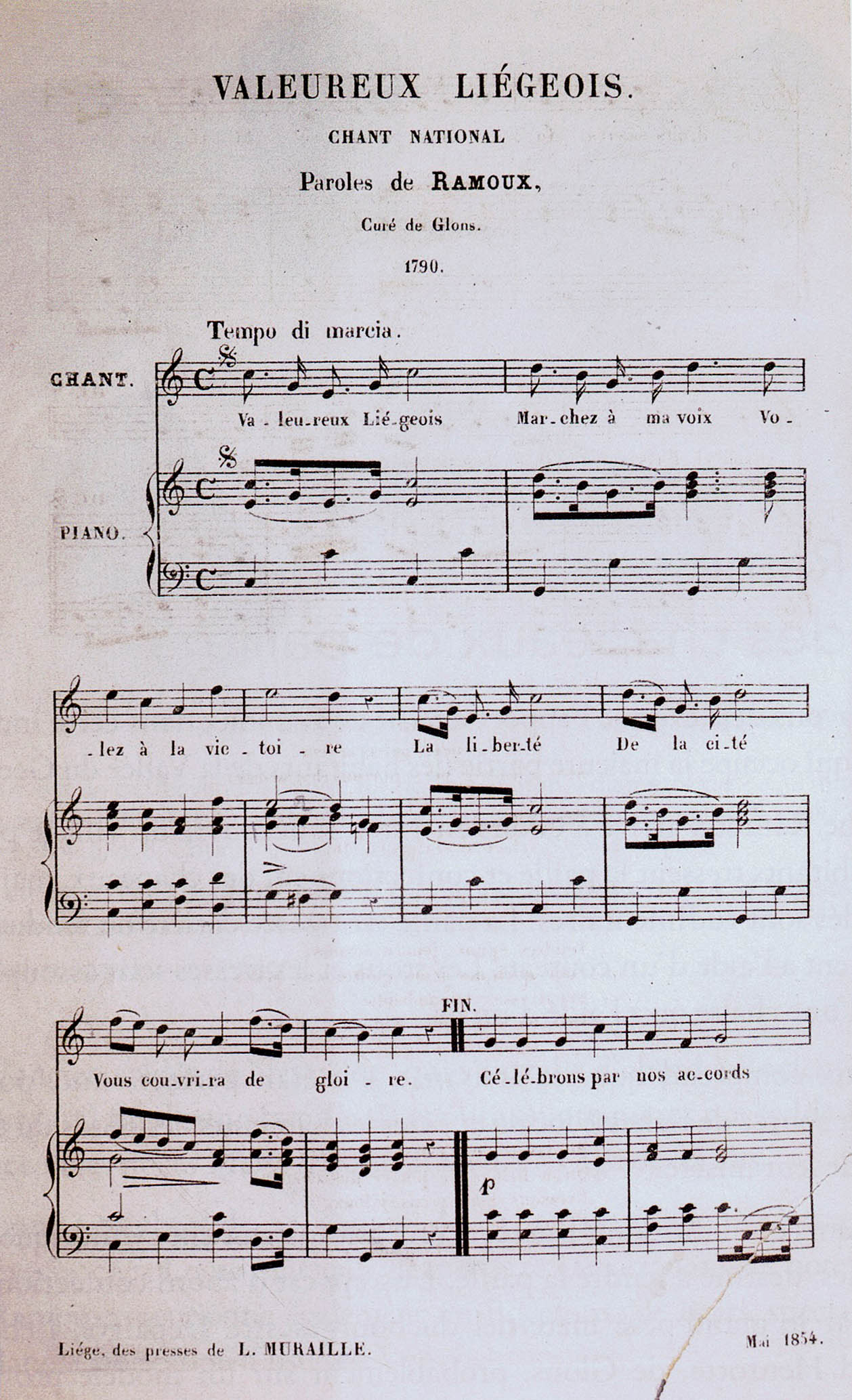
Partituur

Valeureux Liégeois (Frans, letterlijk: "Dappere mensen van Luik") is een patriottisch lied geschreven in 1790 door priester Gilles-Joseph-Evrard Ramoux in een tijd dat de Luikse Revolutie werd bedreigd door Oostenrijkse strijdkrachten die het herstel van de prins-bisschop zochten.

## Tekst
Ramoux schreef Valeureux Liégeois in 1790 op verzoek van Lambert Joseph de Donceel, een revolutionair en commandant van de Luikse militie die een nationaal lied wilde hebben "om de vijanden van het vaderland die het waagden binnen te gaan uit de huizen van onze burgers te verdrijven". De tekst van het lied heeft een patriottische sfeer en wordt vooral gezongen door studenten aan de Luikse universiteiten.